# Neuropeptide Y
 (juin 2014).
Le neuropeptide Y (NPY) fait partie de la famille du même nom : les neuropeptides Y, qui comportent dans cette famille en plus du NPY, le polypeptide Y (PYY) et le polypeptide pancréatique (PP). Ce sont des neurotransmetteurs peptidiques qui interviennent dans la régulation de la prise de nourriture, des fonctions sexuelles, de la température corporelle, la régulation de la pression artérielle, etc.

## Définition

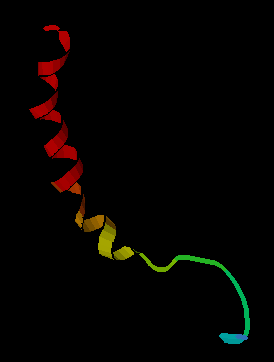
Structure du neuropeptide Y en RMN.

Le neuropeptide Y a été découvert par Tatemoto en 1982. Il est constitué de 36 acides aminés, ceux-ci restent très conservés à travers le règne animal : on observe une différence d'un seul acide aminé entre le NPY de la poule et celui de l'homme. On retrouve le NPY dans les neurones du système nerveux central et périphérique, dans le sang, ainsi que dans les plexus nerveux périvasculaires de nombreux organes. Il est localisé aussi bien dans le système sympathique que parasympathique.
Le NPY dispose de nombreux récepteurs métabotropiques tels que Y1, 2, 4, 5 et 6. Ce sont tous des [récepteurs couplés à une protéine de type Gi qui conduit à une baisse du taux d'AMPc intracellulaire.
Au niveau cérébral, il est synthétisé dans le noyau arqué de l'hypothalamus.

## Stimulation de l'appétit
Le neuropeptide Y est un puissant orexigène, c'est-à-dire qu'il stimule la prise alimentaire : l’augmentation d'insuline dans le sang entraîne une augmentation de l'adiposité dans le tissu adipeux blanc, ce qui stimule alors la sécrétion de leptine. Cette augmentation agit sur l'hypothalamus en inhibant la production de NPY, entraînant ainsi l'inhibition de la prise alimentaire chez l'individu.
Inversement, la diminution du taux de leptine et d'insuline dans le sang arrête cette inhibition exercée sur l'hypothalamus, le NPY est alors sécrété et stimule la prise alimentaire.

## Diminution de la thermogenèse
La prise alimentaire suivie de la digestion, l'absorption, la transformation et le transport des aliments entraîne une augmentation de l'activité cellulaire. Cette augmentation provoque alors une production de chaleur par l'organisme et l'augmentation de la température corporelle : la thermogenèse. Celle-ci est influencée par la nature des aliments ingérés et leur apport énergétique.

## Développement de l'obésité
Celle-ci est généralement due à un excès de prise alimentaire. Or on observe chez les sujets obèses un taux élevé de NPY, s'accompagnant d'une augmentation de la prise alimentaire et d'une hypersécrétion d'insuline, malgré un degré d'adiposité élevé. Cet excès de NPY peut avoir deux origines : soit le tissu adipeux ne sécrète pas de leptine (inhibant la sécrétion de NPY), soit les récepteurs du noyau arqué sont insensibles à la leptine à la suite par exemple d'une mutation de ces récepteurs. Mais le rôle du NPY dans l'obésité n'est pas seulement dû à l'augmentation des quantités ingérées. Il semble en effet qu'il engendre des modifications hormonales à l'origine d'une augmentation du taux d'insuline, d'acétylcholine, et corticostérone dans le sang, favorisant ainsi le stockage des nutriments et une résistance à l'insuline au niveau des muscles.
Grâce à une surrénalectomie, on a aussi pu établir un lien entre l’action centrale du NPY et les glucocorticoïdes. En effet, en l’absence de ces derniers, le NPY perdrait ses effets. Ainsi, on pourrait aller jusqu’à déduire que le stress, agissant sur les glucocorticoïdes, favoriserait la prise de poids et le développement d'un syndrome métabolique.

## Effets anxiolytique et sédatif
On a remarqué une augmentation de NPY au niveau cérébral après traitement aux antidépresseurs. On a aussi constaté un taux plus faible de NPY dans le cerveau et le liquide céphalo-rachidien de personnes s'étant suicidées. De plus, une injection de NPY dans l'amygdale entraîne un effet anxiolytique chez les rats (mesuré par le test de nage forcée). Le NPY serait donc également un anxiolytique.

## Hypotension et bradycardie
Du fait de son action dans le cœur, le NPY peut intervenir dans des pathologies telles que l’hypertension primaire et ainsi être responsable en partie de l’infarctus du myocarde car il entraîne une contraction des artères coronaires. C’est pourquoi un antagoniste des Y1 pourrait être utile au traitement de l’infarctus du myocarde et la raison pour laquelle l’industrie pharmaceutique s’intéresse de près aux récepteurs Y.

## Au niveau périphérique: vasoconstriction et l'action antisécrétoire digestive
Le neuropeptide Y est localisé avec la noradrénaline dans le système nerveux sympathique, c'est donc un puissant vasoconstricteur, mais il inhibe également la libération de neurotransmetteurs parasympathiques (acétylcholine et peptide vasoactif intestinal) en agissant sur des récepteurs présynaptiques (Y2). Il a donc également une action antisécrétoire digestive, en bloquant le peptide vasoactif intestinal.

## Autres effets
Le processus de mémorisation serait aussi facilité par le NPY grâce aux récepteurs Y2. Si un agoniste venait à être développé, il pourrait peut-être aider au traitement de la maladie d’Alzheimer.

Le NPY a été identifié comme acteur dans de nombreuses pathologies comme le rhume des foins. En effet, une expérience a montré que le NPY, grâce à son effet vasoconstricteur, pouvait réduire certains symptômes. On a effectué un prétraitement au NPY, puis administré un allergène. Les résultats obtenus montrent que le NPY réduit l'obstruction nasale et la rhinorrhée mais n'intervient pas dans le prurit endonasal et le nombre d'éternuements.